# Alaqush Digit Quri
Alaqush Digit Quri (khalkha : Алахуш Дигитхури) est un seigneur Ongüt, mort en 1211. 

## Biographie
Il se marie en 1207 avec Alaqai Beki, fille de Gengis Khan. À sa mort, son épouse se remarie avec son neveu, Jingue, pui selon la tradition du lévirat, avec le fils qu'il avait eu avec elle, Bayoqa (zh).
Il est particulièrement célèbre pour avoir aidé Gengis Khan à battre les Naïmans et, lors de l'invasion mongol de la Chine du Nord, lui avoir ouvert le passage qu'il était censé garder pour le compte de la dynastie Jin.
Le prince George (Korgis, 闊里吉思, mort en 1298) rendu célèbre par Marco Polo et Jean de Montecorvino était son arrière petit-fils.